# علي بن أحمد
ذكره ابن النديم بهذا اللقب في سياقه لأسماء صناع الآلات الفلكية، ولم يترجمه. وذكر القفطي مهندسين بهذا الاسم، أحدهما علي ابن أحمد العمراني الموصلي العالم بالحساب والهندسة، وأحد المولعين بجمع الكتب، وكان فاضلًا تأتي إليه الطلبة من البلاد النازحة. للقراءة عليه وتقصده الناس للاستفادة منه ومن كتبه، وكانت وفاته سنة 344. والآخر علي بن أحمد الأنطاكي المكنى بأبي القاسم المجتبي، وكان قيمًا بعلم العدد والهندسة غير مدافع في ذلك، وله التصانيف الجليلة. قال عنه هلال بن المحسن الصابئي في تاريخه «في سنة ست وسبعين وثلاثمائة في يوم الجمعة الثالث عشر من ذي الحجة توفي أبو القاسم علي بن أحمد الأنطاكي الحاسب المهندس.»